# Elsa Eisgruber
Elsa (Elisabeth) Eisgruber (* 22. März 1887 in Nürnberg; † 1. Dezember 1968 in Berlin) war eine deutsche Malerin, Autorin und Illustratorin.

## Leben
Elsa Eisgruber studierte Bildhauerei an der Städtischen Kunstgewerbeschule in Berlin-Charlottenburg bei Hans Perathoner sowie an den Kunsthochschulen von Nürnberg und München. Die Malerei erlernte sie autodidaktisch.
Sie malte bevorzugt religiöse Motive, schrieb und illustrierte Kinderbücher.
1926 wurde Else Eisgruber als Illustratorin durch Herbert Stuffer für seinen neu gegründeten Verlag von der „Bilderbuchfabrik“ Stalling abgeworben und veröffentlichte mit Sause Kreisel sause gleich ein bedeutendes Kinderbuch.
Ihre Werke werden mit Arbeiten von Elsa Beskow, Ernst Kutzer, Sibylle von Olfers, Else Wenz-Vietor und Fritz Baumgarten verglichen.
Sie war verheiratet mit dem Bildhauer Hanns Schrott-Fiechtl (1896–1963).

## Werke (Auswahl)
- Else Eisgrubers Scherenschnitte und Zeichnungen. M. Gladbach, Kühlen 1921[4]
- Ludwig Finckh, Elsa Eisgruber: Die Elfen. Ein romantisches Märchen. Recht-Verlag, München, 1922
- Hausgesinde mit Bildern. Gerhard Stalling, Oldenburg 1925
- Sause Kreisel sause. Stuffer, Berlin 1926
- Rosmarin und Thymian. Kinderspiele, Tiere und Blumen im Frühling. Der Kinderspiele zweites Buch. Stuffer, Berlin 1928[5]
- Vom Mäuschen und Mettwürstchen. Gerhard Stalling, Oldenburg 1930[6]
- Altdeutsche Advents- und Weihnachtslieder. Ullstein, Berlin 1934
- Die Fahrt ins Wunderland. Märchen deutscher Dichter. Dreßler, Berlin o. J. (ca. 1940)
- Rosmarin und Thymian: Kinderspiele, Tiere und Blumen im Frühling. Ernst Wunderlich, Leipzig 1949
- Liebe Sonne, liebe Erde. Ein Kinderliederbuch mit Bildern. Christian Morgenstern, Gerhard Stalling, Oldenburg, o. J. (ca. 1960)

## Illustrationen (Auswahl)
- Elisabeth Lehner: Sommertage. Gedichte von Kindern, Tieren und Blumen. Müller & Kiepenheuer, Potsdam 1933
- Friedrich Rückert: Männlein in der Gans. Reichenau, Leipzig 1938
- Die Gänsemagd: Märchen / Grimm. Ernst Wunderlich, Leipzig 1947
- Die sieben Raben: Märchen / Grimm. Ernst Wunderlich, Leipzig 1947
- Eva von Eckardt: Tulifäntchen der Zwergheld. Verdichtung von Karl Immermann. Ernst Wunderlich, Leipzig 1947
- Johanna Huber: Krabbelstube Spiele mit dem 1–3jährigen Kind. Anregungen für junge Mütter. Ravensburger, Ravensburg 1947
- Frederick William Faber: Engelgeschichten. Morus, Berlin 1947
- Romantisches Märchen von Joseph von Eichendorff. Ernst Wunderlich, Leipzig 1949
- Suse Wintgen: Von Baum und Blume, Kind und Tier. Stalling, Oldenburg, o. J. (ca. 1960)

## Auswahl von versteigerten Werken
- Illustrationsentwürfe zu Advents- und Weihnachtsliedern. Aquarell, Tinte
- Rote Madonna. Aquarell, Bleistift/Papier
- Kindliche Tänzerin. Aquarell, Bleistift/Papier
- In sommerlicher Landschaft, Maria mit dem Jesusknaben. Aquarell, Bleistift/Papier
- Strickendes Mädchen, daneben Weihnachtsengel und Miniweihnachtsbaum. Aquarell, Bleistift, 1940

## Auszeichnungen
- 1953 Auszeichnung mit dem Großen Kunstpreis der Stadt Berlin[7]